# Steve Buscemi
Steve Buscemi, właśc. Steven Vincent Buscemi (ur. 13 grudnia 1957 w Nowym Jorku) – amerykański aktor.

## Życiorys

### Wczesne lata
Urodził się w rodzinie rzymskokatolickiej jako syn Dorothy (z domu Wilson) i Johna Buscemiego. Przodkowie Buscemi ze strony ojca mieli korzenie włoskie i pochodzili z miasta Menfi na Sycylii, a jego matka była pochodzenia irlandzkiego, angielskiego i holenderskiego. Jego ojciec był pracownikiem sanitarnym i służył na wojnie koreańskiej, a matka była gospodynią w hotelu Howard Johnson’s. Dorastał z trzema braćmi – Jonem, Kennethem i Michaelem. W 1975 ukończył Valley Stream Central High School w Valley Stream. Naukę kontynuował w Nassau Community College w Garden City. W latach 1980–1984 pracował jako strażak Engine Company 55 na Manhattanie. Studiował aktorstwo w Lee Strasberg Theatre and Film Institute na Manhattanie.

### Kariera
Zaczynał jako komik w Nowym Jorku. Został członkiem The Wooster Group. Po raz pierwszy trafił na ekran w podwójnej roli jako Willy i Raphael w komedii Tak jest (The Way It Is, 1985) z Vincentem Gallo. W dramacie o tematyce LGBT Parting Glances (1986) zagrał postać homoseksualnego Nicka, chłopaka Michaela, który ma AIDS. Gościł też na małym ekranie w serialach, w tym Policjanci z Miami (1986) jako Rickles, McCall (1987) jako Archie i Przygody Piotrków (1994–1996) w roli Phila Hickle’a. Wyreżyserował odcinek „Finnegan’s Wake” serialu Wydział zabójstw Baltimore (Homicide: Life on the Street, 1993) i Oz (1999, 2001).
Przeważnie był aktorem drugoplanowym, jednak odniósł też sukces w głównej roli w tragikomedii Ghost World (2001), za którą był nominowany do Złotego Globu oraz zdobył nagrodę Independent Spirit.
Postacie grane przez Buscemiego są przeważnie neurotykami i paranoikami. Często pojawiał się też w filmach braci Coen, przeważnie ginąc w makabryczny lub nieoczekiwany sposób (np. będąc postrzelonym z pistoletu w twarz lub umierając na atak serca podczas walki wręcz.
W 2003 wystąpił gościnnie w telewizyjnej kreskówce Simpsonowie, wyświetlanej od wielu lat w telewizji FOX. W 2004 dołączył do obsady serialu Rodzina Soprano jako kuzyn Tony’ego Soprano. Wcześniej brał udział w tym przedsięwzięciu, reżyserując odcinki trzeciego, czwartego i szóstego sezonu. Buscemi napisał scenariusz, wyreżyserował oraz wystąpił w filmie Trees Lounge w 1996. Wyreżyserował także filmy Animal Factory (2000), Samotny Jim (2005) oraz Rozmowa z gwiazdą (2007).

## Życie prywatne
W 1987 poślubił reżyserkę Jo Andres, z którą ma syna Luciana (ur. 1990). Andres zmarła w swoim domu na Brooklynie 6 stycznia 2019 w wieku 64 lat z powodu otorbienia stwardnienia otrzewnowego, rzadkiej choroby jelit.
W kwietniu 2001, podczas kręcenia Domestic Disturbance w Wilmington, Buscemi został ugodzony nożem podczas barowej bójki między Vince’em Vaughnem, scenarzystą Scottem Rosenbergiem a Timothym Fogertym, sprowokowanej przez tego ostatniego. Został trafiony w głowę, gardło i ramię. Ma bliznę na policzku, którą podczas filmu przykrywał makijaż.
Następnego dnia po zamachach z 11 września, zgłosił się na ochotnika do swojej starej remizy strażackiej, pracując przez tydzień w strefie zero na dwunastogodzinnych zmianach i szukając ocalałych. Unikał kamer i pracował anonimowo.

## Filmografia
- 1986: Parting Glances jako Nick
- 1988: Wibracje (Vibes) jako Fred
- 1989: Niewolnicy Nowego Jorku (Slaves of New York) jako Wilfredo
- 1989: Mystery Train jako Charlie Barber
- 1989: Nowojorskie opowieści (New York Stories) jako Gregory Stark
- 1989: Ogary z Broadwayu (Bloodhounds of Broadway) jako Whining Willie
- 1990: Opowieści z ciemnej strony jako Edward Bellingham
- 1990: Król Nowego Jorku (King of New York) jako Test Tube
- 1990: Ścieżka strachu (Miller's Crossing) jako Mink
- 1991: Zandalee jako człowiek OPP
- 1991: Barton Fink jako Chet
- 1991: Billy Bathgate jako Irving
- 1992: Wściekłe psy (Reservoir Dogs) jako pan Pink
- 1993: Dwadzieścia dolców jako Frank
- 1994: Wschodzące słońce jako Willy 'Weasel' Wilhelm
- 1994: Ostatni żywy bandyta (The Last Outlaw)
- 1994: Odlotowcy (Airheads) jako Rex
- 1994: Pulp Fiction jako kelner „Buddy Holly”
- 1994: Hudsucker Proxy jako Beatnik Barman
- 1995: Rzeczy, które robisz w Denver, będąc martwym jako pan Shhh
- 1995: Desperado jako Buscemi
- 1995: Truposz (Dead Man) jako barman
- 1996: Kansas City jako Johnny Flynn
- 1996: Ucieczka z Los Angeles (Escape from Los Angeles) jako „Mapa Gwiazd” Eddie
- 1996: Fargo jako Carl Showalter
- 1997: Con Air – lot skazańców (Con Air) jako Garland 'Marietta Mangler' Greene
- 1997: Prawdziwa blondynka (The Real Blonde) jako Nick Reve
- 1998: Big Lebowski (The Big Lebowski) jako Theodore Donald 'Donny' Kerabatsos
- 1998: Armageddon jako Rockhound
- 1998: Oszuści (The Impostors) jako Szczęśliwy Franks
- 1998: Od wesela do wesela (The Wedding Singer) jako David 'Dave' Veltri
- 1999: Super tata (Big Daddy) jako bezdomny
- 2000: Gniazdo os jako A.R. Hosspack
- 2000: 28 dni (28 Days) jako Cornell Shaw
- 2001: Ghost World jako Seymour
- 2001: Szara strefa (The Grey Zone) jako 'Hesch' Abramowics
- 2001: Potwory i spółka (Monsters, Inc.) jako Randall Boggs (głos)
- 2003: Duża ryba (Big Fish) jako Norther Winslow
- 2003: Szara strefa (The Grey Zone) jako 'Hesch' Abramowics
- 2004: Rodzina Soprano (The Sopranos) jako Anthony "Tony B" Blundetto
- 2005: Wyspa (The Island) jako James McCord
- 2006: Zakochany Paryż (Paris, je t'aime) – nowela Tuileries
- 2007: Rozmowa z gwiazdą (Interview) jako Pierre Peters
- 2009: Zakazane imperium (Boardwalk Empire) jako Nucky Thompson
- 2009: John Rabe jako dr Robert Wilson
- 2009: Człowiek, który miał szczęście do pecha jako John
- 2013: Uniwersytet potworny (Monsters University) jako Randall 'Randy' Boggs (głos)
- 2017: Śmierć Stalina jako Nikita Chruszczow
- 2019: Truposze nie umierają jako Farmer Miller
- 2020: Scooby Doo i… zgadnij kto? (Scooby-Doo and Guess Who?) jako on sam (głos, 1 odc.)

## Nagrody
- Złoty Glob Najlepszy aktor w serialu dramatycznym: 2010 Zakazane imperium